# Sleep Dirt
Albums de Frank Zappa
Studio Tan
(1978) Sheik Yerbouti
(1979)
Sleep Dirt est un album de rock progressif et de jazz fusion de Frank Zappa sorti en 1979.

## Titres
Tous les titres ont été composés par Frank Zappa
1. Filthy Habits
2. Flambay
3. Spider of Destiny
4. Regyptian Strut
5. Time is Money
6. Sleep Dirt
7. The Ocean is the Ultimate Solution

## Musiciens
- Frank Zappa – guitare, percussions, synthétiseur, chant
- Terry Bozzio – batterie
- George Duke – synthétiseur, chant
- Bruce Fowler – cuivres
- Patrick O'Hearn – basse
- Dave Parlato – basse
- Chester Thompson – batterie
- Ruth Underwood – percussions, synthétiseur
- James "Bird Legs" Youman – basse, guitare

Le disque LP est basé sur du matériel initialement destiné à la pièce Hunchentoot que Frank Zappa voulait monter; et par la suite, le coffret LP : Läther.
Dans la réédition en CD, les titres Flambay et Spider of Destiny et Time is Money sont réorchestrés, la chanteuse Thana Harris chantant les paroles que Frank Zappa avait originellement écrites pour la pièce.

## Production
- Production : Frank Zappa
- Dessin pochette : Gary Panter